# Beau Séjour
Beau Séjour (también llamado "Hotel Beau Séjour") es una serie de televisión de género criminal - sobrenatural belga (en lengua flamenca) creada por Bert Van Dael, Sanne Nuyens y Benjamin Sprengers y dirigida por Nathalie Basteyns y Kaat Beels. Comenzó a emitirse en el canal belga Eén el 1 de enero de 2017 y en Arte en Francia y Alemania el 2 de marzo. Debutó en Netflix en algunos países el 16 de marzo de 2017.

## Sinopsis
En Lanklaar, localidad de Dilsen-Stokkem (Limburgo), cerca de la frontera entre Bélgica y los Países Bajos, la adolescente Belga Kato Hoeven (Lynn Van Royen) se despierta en el pequeño Hotel Beau Séjour para encontrar un cadáver ensangrentado en la bañera, el suyo. Ella no tiene ningún recuerdo del día antes de su muerte o por qué estaba allí. Pronto descubre que cinco personas pueden verla y comunicarse con ella mientras trata desesperadamente de descubrir quién fue el responsable de su asesinato y por qué la mataron.

## Elenco

#### Víctima
- Lynn Van Royen – Kato Hoeven, víctima de asesinato adolescente

#### Las personas que pueden ver a Kato
- Kris Cuppens – Luc Hoeven, el padre de Kato
- Charlotte Timmers – Sofia Otten, la hermanastra de 18 años de Kato
- Joke Emmers – Ines Anthoni, amiga de Kato
- Johan van Assche – Alexander Vinken, policía local 'torcido'
- Joren Seldeslachts – Charlie Vinken, el hijo de Alexander

#### La familia de Kato
- Inge Paulussen – Kristel Brouwers, madre de Kato
- Jan Hammenecker – Marcus Otten, el esposo de Kristel y el padrastro de Kato
- Guus Bullen – Cyril Otten, hermanastro de 12 años de Kato
- Reinhilde Decleir – Renee Brouwers, abuela materna de Kato

#### Policía
- Roel Vanderstukken – Bart Blom, oficial de policía local y socio de Alexander
- Katrin Lohmann – Marion Schneider, detective de la policía federal que es la investigadora principal de la muerte de Kato
- Mieke De Groote – Dora Plettinckx, detective de la policía federal

#### Otro
- Tiny Bertels – Hild Jacobs, la esposa de Alexander y la madre de Charlie
- Maarten Nulens – Leon Vinken, el novio de Kato, un corredor de motocross
- Barbara Sarafian – Melanie Engelenhof, la madre de Leon, la cuñada viuda de Alexander y propietaria del Hotel Beau Séjour

## Episodios

### Temporada 1 (2017)
| N.º (serie) | N.º (parte) | Título                       | Director(es)     | Scritor(es)                                         | Fecha de emisión      | Audiencia |
| --- | ----------- | ---------------------------- | ---------------- | --------------------------------------------------- | --------------------- | --------- |
| 1 | 1           | «El Cuerpo»                  | Basteyns & Beels | Basteyns, Beels, Sanne Nuyens, Sprengers & Van Dael | 1 de enero de 2017    | 1 360 000 |
| La adolescente belga Kato se despierta en un hotel, ensangrentada y golpeada, y se sorprende al encontrar su propio cadáver desnudo en la bañera. Ella huye por la ventana y entra en la noche cuando alguien intenta entrar a la habitación. Sin ningún recuerdo de lo que le sucedió, pronto se da cuenta de que está muerta, ya que la gente parece no poder oírla ni verla, ni siquiera a su propia madre. En el bosque, se encuentra con un caballo solitario. Más tarde regresa al hotel para descubrir que su cuerpo ya no está allí, y su confusión crece cuando descubre que su padre y su hermanastra. |             |                              |                  |                                                     |                       |           |
| 2 | 2           | «El Cinco»                   | Basteyns & Beels | Basteyns, Beels, Nuyens, Sprengers & Van Dael       | 8 de enero de 2017    | 1 540 000 |
| La policía investiga después de que el cuerpo de Kato, ahora con los ojos vendados con una bufanda, es sacado del pozo inundado. Kato descubre que fue vista por última vez en público en un festival de tiro, donde estaba borracha, y que el forense encontró el éxtasis ("XTC") en su sistema, y una posible evidencia de agresión sexual. La causa de la muerte fue un trauma de fuerza contundente en su cabeza. Kato se sorprende al descubrir que rompió con su novio, el corredor de motocross Leon, en el festival la noche de su muerte. Ella encuentra que cinco personas pueden verla y ver cualquier objeto que mueva: su padre Luc, un director de escuela secundaria y alcohólico que cree que está sufriendo delirios; su hermanastra Sofía; su amiga Inés; El primo de León, Charlie, que acaba de mudarse a la ciudad después de viajar al extranjero; y el padre de Charlie, Alexander Vinken, un oficial de policía local que investiga su muerte. Alguien robó las llaves de Luc la noche del festival y 8,000 euros del club de motocross. Luc, el tesorero del club, sospecha que los punks locales Gianni y Danny. Alexander encuentra el video CCTV de Kato desde una gasolinera, montando una motocicleta con un hombre que usa un casco y una distintiva cadena de cuello, pero lo borra del servidor después de que reconoce al hombre. |             |                              |                  |                                                     |                       |           |
| 3 | 3           | «El Medio»                   | Basteyns & Beels | Basteyns, Beels, Nuyens, Sprengers & Van Dael       | 15 de enero de 2017   | 1 530 000 |
| Los dos detectives de la policía federal que trabajan en el caso, las nacidas en Alemania Marion Schneider y Dora Plettinckx, descubren fotos desnudas de Kato en la computadora portátil de Kato. Charlie va a ver a su psiquiatra, el Dr. Schneider (madre del detective Schneider), ya que se revela que toma medicamentos para evitar alucinaciones, y la historia de su viaje al extranjero fue una tapadera para su estancia en una institución. Kato le dice a Alexander -cuya viuda cuñada, Melanie, la madre de Leon, propietaria del Beau Séjour- que se despertó en la habitación 108, pero más tarde lo encuentra en la habitación rompiendo la alfombra, alegando que es para la renovación. Ella trata de convencer a los otros cuatro para informar a Schneider sobre la verdad de dónde se encontró su cuerpo. Charlie usa a un hombre local, Jefke, quien frecuentemente acude a la policía porque cree que posee poderes psíquicos, al poner en su cabeza la idea de la habitación de Beau Séjour, así que se lo dirá a la policía. Luminol revela la escena del crimen en la bañera. |             |                              |                  |                                                     |                       |           |
| 4 | 4           | «La Apertura»                | Basteyns & Beels | Basteyns, Beels, Nuyens, Sprengers & Van Dael       | 22 de enero de 2017   | 1 430 000 |
| Se determina que una pestaña encontrada en el cuerpo de Kato es la de una hembra, lo que lleva a los detectives a teorizar que Kato fue asesinado por un hombre y una mujer que trabajan juntos. Schneider descubre una víctima holandesa, Claudia De Wit, cuya desaparición exactamente cinco años antes tiene similitudes sorprendentes con su caso. Le preguntan a Jefke, pero tiene una coartada para la noche en que mató a Kato. Charlie le informa a Kato que lo besó en el festival la noche antes de su muerte, después de que ella rompió con Leon. Ella comienza a sospechar que la razón por la que esas cinco personas pueden verla es porque las vio poco antes de su muerte. Ines está ganando dinero extra almacenando XTC en su trabajo para sus primos Gianni y Danny. Melanie confiesa a Alexander, con Kato que oye, que ella fue quien trasladó el cuerpo de Kato al grava después de encontrarla muerta en su hotel. |             |                              |                  |                                                     |                       |           |
| 5 | 5           | «Luna Llena»                 | Basteyns & Beels | Basteyns, Beels, Nuyens, Sprengers & Van Dael       | 29 de enero de 2017   | 1 500 000 |
| La policía investiga imágenes adicionales de CCTV de Kato en la carretera con el motociclista desconocido. Alexander, que está teniendo una aventura con Melanie, amenaza a Kato con no decirle a nadie que Melanie movió su cuerpo. Alexander planea robar la muestra de ADN extraída de Melanie durante la investigación antes de que pueda ser probada. El interés de Sofía por Leon se vuelve aparente, y Luc se enfurece cuando descubre que está tomando clases de motocross mientras usa el equipo de montar de Kato. El hermano menor de Sofía, Cyril, mientras tanto, siente algo por la mucho más vieja Inés. Alexander le informa a Kato que el motociclista con el que la vieron en el video es Hannes Vanderkerk, un traficante de drogas holandés. Charlie va a una fiesta para comprar XTC a los socios de Inés, para encontrar a Vanderkerk, y es bendecido por ellos por mencionar su nombre. Kato los sigue y obtiene el número de Vanderkerk de uno de sus teléfonos celulares y lo usa para rastrearlo hasta una boda. Ella llega y se queda atónita cuando descubre que él es un anciano que también puede verla. |             |                              |                  |                                                     |                       |           |
| 6 | 6           | «La Boda»                    | Basteyns & Beels | Basteyns, Beels, Nuyens, Sprengers & Van Dael       | 5 de febrero de 2017  | 1 510 000 |
| Vanderkerk, que no sabe que Kato está muerto, se enfrenta airadamente a ella por estar en la boda. Inés, que ha sido arrestada junto con sus primos después de una redada policial, niega haber tenido algo que ver con el XTC. Bart, un joven oficial de policía que trabaja con Alexander, la obliga a decir que estaba allí para comprar drogas para poder pagar una pequeña multa. Alexander intenta ingresar al laboratorio de ADN para robar la muestra de Melanie, pero no puede seguir adelante con ella. Se envía a Schneider una unidad flash USB con el metraje de CCTV que Alexander borró de la estación de servicio. El video muestra claramente la cara de Vanderkerk luego de quitarse el casco. Vanderkerk es llevado para interrogarlo sobre el video; él afirma que Kato (que ahora se da cuenta es un fantasma) estaba haciendo autostop y que solo la llevó. Kato lo ve escondiendo una tarjeta SIM en su calcetín. Kato y Charlie comienzan una relación. Sofía se sorprende al descubrir que su difunta madre, Veerle, que murió en un accidente automovilístico siete años antes en los Países Bajos, había tenido una aventura con el padre de León, Boris, quien también murió en el accidente, y que Kato y León ambos sabían la verdad. Alexander se da cuenta de que Charlie tomó la memoria USB y la envió a la policía federal a petición de Kato. Luc le informa a Kristel que Kato todavía está presente, y él y Kato finalmente la convencen respondiendo preguntas que solo Kato sabía, incluida una receta específica. Alexander se enfrenta a Vanderkerk en una camioneta de la policía y termina disparándole después de una lucha. |             |                              |                  |                                                     |                       |           |
| 7 | 7           | «La Película»                | Basteyns & Beels | Basteyns, Beels, Nuyens, Sprengers & Van Dael       | 12 de febrero de 2017 | 1 430 000 |
| Un video de Sofía y León teniendo sexo se filtró y se viraliza en su ciudad. Su madre le dice a Sofía que es una puta como su madre, y Leon huye para quedarse en la caravana familiar con Sofía. Ella confiesa a Kato que ha estado enamorada de Leon durante mucho tiempo, y Kato dice que está feliz de que estén juntas. Sofía confiesa que fue ella quien introdujo el XTC en la bebida de Kato la noche en que la mataron, debido a sus celos por Leon. Alexander afirma que disparó y mató a Vanderkerk en defensa propia mientras intentaba escapar. Está suspendido en espera de una investigación, pero no antes de robar la tarjeta SIM de Vanderkerk. Luego quema la tarjeta SIM y otras pruebas relacionadas con el asesinato de Kato y utiliza a Bart para tratar de influir en Schneider para que investigue a Vanderkerk. Luc, desesperado por pasar tiempo con Kristel, comienza a mentir y dice que Kato está allí con ellos cuando ella no está. Su marido, Marcus, se pone celoso y irrumpe en la casa de Luc a altas horas de la noche, donde orina por todo su escritorio. Melanie es arrestada después de que los resultados de ADN regresan. A la mañana siguiente, los cuerpos de León y Sofía, desnudos y con los ojos vendados con bufandas como Kato, se encuentran colgando de un árbol en la pista de motocross. |             |                              |                  |                                                     |                       |           |
| 8 | 8           | «Los asesinatos de Maasland» | Basteyns & Beels | Basteyns, Beels, Nuyens, Sprengers & Van Dael       | 19 de febrero de 2017 | 1 410 000 |
| Las autopsias revelan que Leon y Sofía murieron de asfixia antes de ser ahorcados y que había grandes cantidades de rohypnol en sus sistemas. Inés confiesa a Kato que ella fue quien robó los 8,000 euros del club de motocross, para comprar el XTC de Vanderkerk. Enojada, Kato se va antes de que Ines pueda explicarle que necesitaba el dinero porque está embarazada. La esposa de Alexander, Hilde, confiesa que fue ella la responsable del video de León y Sofía, porque estaba enojada por su romance con la madre de Leon. Charlie mira el álbum de fotos en línea de Sofía, que incluye comentarios coquetos de alguien llamado White. La página de perfil de White incluye un mensaje de Kato cerca de la medianoche antes de su muerte, que lo encontraría en el festival de tiro. Alexander le dice a Charlie que está más molesto por la muerte de Leon de lo que sería si Charlie muriera. Charlie le dice a Kato que desea que ella haya muerto para que puedan estar juntos para siempre. Marcus despide a Inés, que trabaja en su tienda de productos agrícolas, debido a los chismes del pueblo sobre el XTC. Melanie intenta suicidarse en la cárcel. Alexander le dice a Kato que la razón por la que Charlie estaba involucrado fue porque trató de asesinar a Leon cuando eran jóvenes. Charlie de repente le confiesa a la policía que mató a Kato, Leon y Sofía. |             |                              |                  |                                                     |                       |           |
| 9 | 9           | «La Confesión»               | Basteyns & Beels | Basteyns, Beels, Nuyens, Sprengers & Van Dael       | 26 de febrero de 2017 | 1 400 000 |
| Charlie, a quien previamente le diagnosticaron un trastorno límite de la personalidad con tendencias psicóticas, le dice a la policía que había estado conspirando durante un año para matar a Leon. Afirma que la razón por la que mató a Kato fue porque ella estaba saliendo con Leon, y que planeaba matar a Leon esa noche después de mostrarle también el cuerpo de Kato, pero fue interrumpido. Alexander, quien está convencido de que está mintiendo, insiste en que los asesinatos de Leon y Sofía fueron una venganza por su asesinato de Vanderkerk. Amenaza a la hermana de Vanderkerk, que niega su participación, pero le da la ubicación del laboratorio de Vanderkerk. Mientras tanto, Kato cree que la confesión de Charlie a la policía incluye detalles del cuaderno en el que estaba compilando pistas sobre su muerte. Kato se sorprende al ver el mensaje de ella en el blog de White e insiste en que no tiene idea de quién es. Ella e Inés crean un perfil falso para contactarlo. El detective Schneider, que sospecha de la repentina confesión de Charlie, nota que su letra coincide con el sobre del disco USB que recibió por correo. La Dra. Schneider le dice a su hija que no puede contarle ninguna información sobre Charlie debido a la confidencialidad entre el médico y el paciente. Alexander es absuelto en la muerte de Vanderkerk, que se dictaminó en defensa propia. Siguiendo las pistas de la hermana de Vanderkerk, Alexander descubre el laboratorio del traficante de drogas muerto en un búnker subterráneo, y encuentra a Renée, la abuela de Kato, allí en sus tierras de labranza. Cyril toma el arma de su madre y amenaza a Luc después de descubrir que él es el padre del bebé de Inés. Inés, usando el perfil falso, consigue que White acepte encontrarse con ella en la estación de tren por la noche, donde termina confesando su embarazo a Kato. White llega en una motocicleta, con un casco blanco, pero se va cuando ve que es Inés. Después de que se marcha, se quita el casco: es Bart, el oficial de policía. Cyril, que ha sido encerrado en el ático de Renée como castigo por haber amenazado a Luc, descubre paquetes de dinero en efectivo bajo las tablas del suelo. Kato va a enfrentarse a su padre y recibe un golpe en la cabeza desde atrás. |             |                              |                  |                                                     |                       |           |
| 10 | 10          | «La Noche»                   | Basteyns & Beels | Basteyns, Beels, Nuyens, Sprengers & Van Dael       | 5 de marzo de 2017    | 1 470 000 |
| Kato recupera la conciencia y descubre que ha sido enterrada "viva" en una caja de madera. Marcus se enfurece cuando Kristel le dice que está hablando con el fantasma de Kato a través de Luc, quien insiste en que la está manipulando para recuperarlo. Entra a la casa de Luc y envía un correo electrónico de la computadora portátil de Luc a sus contactos, incluyendo a Kristel, anunciando que renuncia porque es un alcohólico que impregnó a una estudiante, Inés. Inés va a la estación de policía y le cuenta a Bart sobre los mensajes en línea de White. Bart borra la cuenta de White y luego le dice a la madre de Charlie que estaba enviando mensajes anónimos a Sofía y Kato porque era tímido. El detective Schneider descubre que Alexander es un policía corrupto y lo arresta. Ella recibe una llamada que el cuerpo de Claudia De Wit se encuentra en una granja en los Países Bajos. Los dueños de la propiedad afirman que vieron caballos salvajes atacando la tierra antes de que desenterraran un ataúd vacío y encontraron un segundo ataúd con el cuerpo de De Wit enterrado debajo. Alexander ve la palabra "Subaru" escrita en el interior del ataúd en una fotografía de la escena del crimen; El detective Schneider no puede ver la palabra, entonces Alexander sabe que Kato la escribió; el ataúd vacío desenterrado realmente tenía a Kato en él, pero el granjero no podía verla. Él le dice a Schneider que Kato todavía está allí y que ella piensa que está loco. Cyril le da el dinero de la droga a Inés, quien insiste en que se lo devuelva a su madrastra Renée. Renée dice que no es de ella y que Cyril puede quedárselo. Kato, una vez más sangriento, regresa a casa después de una pelea con Marcus. Ella encuentra fotos de Marcus con un Subaru. De repente, se da cuenta de que él también puede verla cuando llega y la ataca. Las imágenes de CCTV de la noche de los asesinatos muestran el mismo Subaru, que la policía rastrea a la esposa muerta de Marcus, Veerle. Se dan cuenta de que el festival de tiro marcó el comienzo de la aventura de Boris y Veerle, lo que provocó que Marcus cometiera los cuatro asesinatos, empezando por Claudia De Wit. Marcus le dice a Kato que tuvo que evitar que Sofía lo dejara para huir con Leon, otro Vinken. Luc regresa a la casa después de darse cuenta de que Marcus mencionó su escritorio y por lo tanto él fue quien orinó sobre él. Ataca a Marcus cuando lo ve estrangulando a Kato; Kristel entra para ver la lucha entre los dos hombres y le dispara a Luc en la pierna. La policía llega y arresta a Marcus por los asesinatos. Kato pronto desaparece, junto con la escritura "Subaru" dentro del ataúd en la foto. Inés, alejándose para comenzar una nueva vida, ve al solitario caballo negro. Un flashback a la noche de la muerte de Kato muestra los acontecimientos que sucedieron, incluyendo a Marcus presenciando a Kato y Charlie besándose en el festival. Sin darse cuenta de que ella había roto con Leon, Marcus se enfureció por su infidelidad. Después de que Vanderkerk la deja en la estación de servicio, Marcus recoge al ebrio Kato con su automóvil y la lleva a la habitación 108 del Beau Séjour, la misma habitación en la que dice que su esposa comenzó su aventura seis años antes con Boris. y la mata. De vuelta en el presente, Charlie sale de prisión. Él es el único que todavía puede ver a Kato. Él se disculpa por la confesión falsa antes de que finalmente desaparezca por completo. |             |                              |                  |                                                     |                       |           |

## Producción
La serie fue filmada en el verdadero Hotel Beau Séjour ("Nice Stay") en Dilsen-Stokkem. El padre de la cocreadora de la serie Nathalie Basteyns se hospedó en el hotel 10 años antes de la creación del espectáculo, y causó una gran impresión en él. Basteyns y Kaat Beels concibieron la idea para la serie inmediatamente después de esto, cuando los asesinatos infantiles del asesino en serie Marc Dutroux aún estaban frescos en la mente de las personas. Eligieron agregar un elemento sobrenatural a la historia para diferenciarla de otros dramas neo-noir similares que actualmente se emiten. Lynn Van Royen, que interpreta a la adolescente Kato, tenía 28 años y estaba embarazada de su segundo hijo durante el rodaje. Los creadores y productores esperan hacer de la serie una antología, con un personaje muerto diferente en cada temporada.

## Recepción
Beau Séjour ha sido bien recibido por los críticos, con elogios especiales por la representación de Lynn Van Royen del asesinado Kato. John Doyle de The Globe and Mail lo comparó favorablemente con la primera temporada de True Detective de HBO, llamándolo "un misterioso misterio de asesinatos con notable textura, combustión lenta y convincente".  Los Angeles Times llamaron al Beau Séjour un "nuevo digno Además de un abarrotado campo de crónicas de suspense delictivas europeas ".